# ラヴ (ピノキオピーのアルバム)
「ラヴ」は、2021年8月11日にmuiから発売されたピノキオピーの5thアルバム。

## 概要
19曲目のミリオンを果たした「ラヴィット」、20曲目のミリオンを果たした「アルティメットセンパイ」、26曲目のミリオンを果たした「ねぇねぇねぇ。」等多数の人気曲を収録。

## 収録曲
1. ラヴィット
2. アルティメットセンパイ
3. ねぇねぇねぇ。
4. シークレットひみつ
5. 恋の恋による恋のための恋
6. リアルにぶっとばす
7. 404
8. 変な愛にだまされないで　- LOVE ver -
9. ノンブレス・オブリージュ
10. LOVE
11. セカイはまだ始まってすらいない　- LOVE remix -
12. 愛されなくても君がいる　- LOVE remix -